# Yasser Shahin

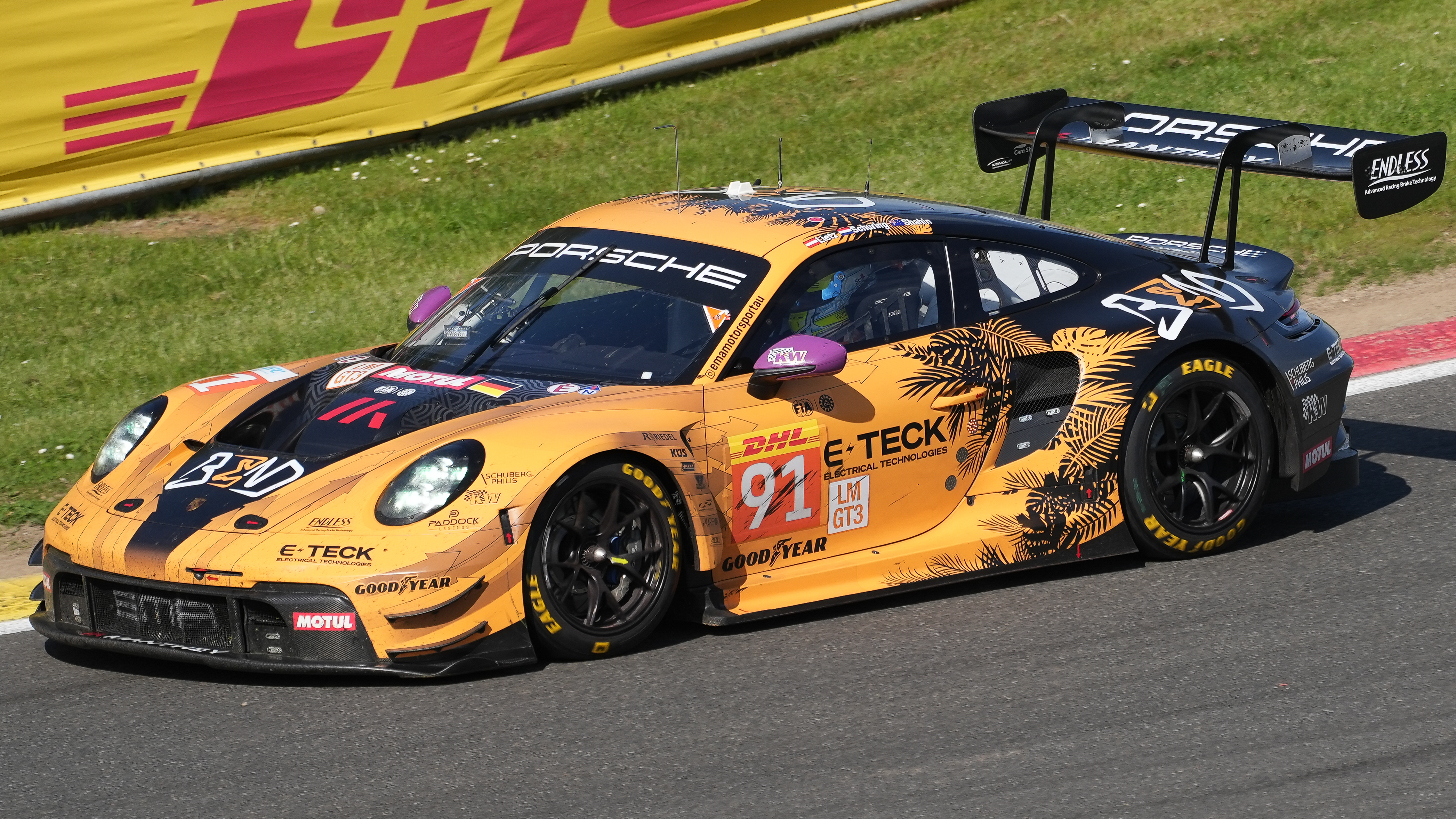
Der von Yasser Shahin beim 6-Stunden-Rennen von Spa-Francorchamps 2024 gefahrene Porsche 911 GT3 R LMGT3

Yasser Shahin (* 24. Oktober 1976 in Adelaide) ist ein australischer Unternehmer und Autorennfahrer palästinensischer Herkunft.

## Unternehmer
Yasser Shahin entstammt einer vermögenden Unternehmerfamilie. Sein Großvater Fathi Shahin flüchtete als 10-Jähriger 1948 während des Palästinakriegs von Palästina in den Libanon. 1984 emigrierte die Familie nach Australien. Dort gründeten der Großvater und Yasser Shahins Vater Khalil die Peregrine Corporation. Das Unternehmen betreibt Tankstellen und Convenience Stores der Marke On the Run in Südaustralien sowie die Tabak-/Vape-Shops und Gemischtwarenläden Smokemart und Giftbox landesweit. Laut der jährlich erscheinenden Liste der Australian Financial Review über die wertvollsten Privatunternehmen Australiens lag die Peregrine Corporation 2024 an der 15. Stelle. Zum Besitz des Unternehmens gehört The Bend Motorsport Park.
Yasser Shahin ist im Unternehmen als Geschäftsführender Gesellschafter tätig.

## Karriere als Rennfahrer
Yasser Shahin begann seine Fahrerkarriere im australischen GT-Sport. Er fuhr unter anderem im Audi R8 LMS Cup und dem Radical Australia Cup. 2021 und 2022 gewann er auf einem Audi R8 LMS GT3 die GT World Challenge Australia. 2024 gab er sein Debüt in der FIA-Langstrecken-Weltmeisterschaft und beim 24-Stunden-Rennen von Le Mans. Er fuhr einen Manthey-Porsche 911 GT3 R LMGT3 und erreichte als beste Platzierung den 18. Gesamtrang beim 6-Stunden-Rennen von Austin. 2025 wechselte er zu BMW WRT und wurde dort Teampartner von Timur Boguslavskiy und Augusto Farfus.

## Statistik

### Le-Mans-Ergebnisse
| Jahr | Team              | Fahrzeug                | Teamkollege            | Teamkollege     | Platzierung | Ausfallgrund |
| ---- | ----------------- | ----------------------- | ---------------------- | --------------- | ----------- | ------------ |
| 2024 | Manthey-Racing    | Porsche 911 GT3 R LMGT3 | Richard Lietz          | Morris Schuring | Rang 27     |              |
| 2025 | The Bend Team WRT | BMW M4 GT3 Evo          | ---- Timur Boguslawski | Augusto Farfus  | Ausfall     | Unfall       |

### Einzelergebnisse in der FIA-Langstrecken-Weltmeisterschaft
| Saison | Team           | Rennwagen               | 1   | 2   | 3   | 4   | 5   | 6   | 7   | 8   |
| ------ | -------------- | ----------------------- | --- | --- | --- | --- | --- | --- | --- | --- |
| 2024   | Manthey-Racing | Porsche 911 GT3 R LMGT3 | KAT | IMO | SPA | LEM | SAO | AUS | FUJ | BAH |
| 2024   | Manthey-Racing | Porsche 911 GT3 R LMGT3 | 30  | 33  | 16  | 27  | 30  | 18  | 26  | 19  |
| 2025   | BMW WRT        | BMW M4 GT3              | KAT | IMO | SPA | LEM | SAO | AUS | FUJ | BAH |
| 2025   | BMW WRT        | BMW M4 GT3              | 20  | 30  | DNF | DNF | 29  |     |     |     |